# 賈爾斯·斯科特
賈爾斯·斯科特（英語：Giles Scott，1987年6月23日—），是一名出生於英國亨廷登的帆船運動員。他曾獲得2016年夏季奧林匹克運動會及2020年夏季奧林匹克運動會帆船男子芬蘭型項目金牌。

## 外部連結
- 賈爾斯·斯科特的Facebook專頁
- 賈爾斯·斯科特的X（前Twitter）
- Giles Scott （页面存档备份，存于） - ISAF